# Auzouer-en-Touraine
Auzouer-en-Touraine è un comune francese di 2 103 abitanti situato nel dipartimento dell'Indre e Loira nella regione del Centro-Valle della Loira.

## Società

### Evoluzione demografica
Abitanti censiti